# Marcos Aurellio
Marcos Aurellio Di Paolo (27 de septiembre de 1920-28 de septiembre de 1996) fue un futbolista argentino. Jugó en la posición de delantero y antes de llegar a España jugó en el Club León, Chacarita Juniors y Vélez Sársfield

## Carrera
Militó en el Club León de México en dos etapas, 1945-48 y 1951-57, con quien marcó 91 goles que le colocaron en el segundo máximo realizador en la historia de la institución esmeralda, además de haber sido pieza fundamental en la consecución del primer campeonato de los panzas verdes en 1947-48 y pertenecer a aquella plantilla del fútbol mexicano.
Considerado como uno de los mejores jugadores del Club León, fue destacado por la prensa nacional y extranjera por sus buenas actuaciones, por lo que el FC Barcelona decidió comprarlo para ser parte de la plantilla del club culé desde 1948 hasta 1951 y marcó el gol número 1000 con el FC Barcelona en la Liga.
Su primer partido de liga jugado en España fue el 13 de febrero de 1949 (FC Barcelona 3 - R.C. Celta de Vigo 1).
Con el Fútbol Club Barcelona jugó 56 partidos de liga, marcando 18 goles y proclamándose campeón de Liga de la temporada 1948-1949, campeón de la Copa de España 1950-1951 y campeón de una Copa Latina en 1949.

## Palmarés
| Título                     | Club                  | País   | Año       |
| -------------------------- | --------------------- | ------ | --------- |
| Primera División de México | Club León             | México | 1948      |
| Campeón de Campeones       | Club León             | México | 1947-1948 |
| Liga                       | Fútbol Club Barcelona | España | 1949      |
| Copa Latina                | Fútbol Club Barcelona | España | 1949      |
| Copa                       | Fútbol Club Barcelona | España | 1951      |
| Primera División de México | Club León             | México | 1951-1952 |
| Primera División de México | Club León             | México | 1955-1956 |
| Campeón de Campeones       | Club León             | México | 1955-1956 |